# Девушки в аду
Де́вушки в аду́ (эст. Põrgupiigad, в ед. ч. Пы́ргупи́йга, эст. Põrgupiiga) — персонажи эстонского народного эпоса «Калевипоэг». Три сестры. После спасения из ада, где они были прислужницами  Рогатого — супруги Алевипоэга (младшая), Олевипоэга (средняя) и Сулевипоэга (старшая). Девушки в аду упоминаются в тринадцатой, четырнадцатой и пятнадцатой песнях эпоса.

## Песнь тринадцатая
Возвращение с досками * В подземном царстве * Девушки в аду
Богатырь Калевипоэг с грузом досок на плече спешит к дому и доходит до входа в пещеру, возле которого три дюжих чернолицых парня варят сланец в котле. Оказывается, они — повара ада и готовят еду для своего хозяина — Рогатого. Калевипоэг выспрашивает у них, где обитает Рогатый, его жена и дочери. Те указывают ему путь. 
Калевипоэг доходит до входа в пещеру, спускается вглубь, с трудом проползает через узкие переходы и добирается до места, где с потолка свисает лампа, заливая всё вокруг красным светом. Видит он дверь в пещере, а у её косяков стоят два ведра с волшебной водой: в одном она чернее смолы, в другом — белей молока. Слышно, как за дверью жужжит прялка, и нежный девичий голос поёт песню о том, как тоскливо «день и ночь сидеть за прялкой, прясть серебряные нити, золотой играть куделью». Поёт девушка о себе и своих родных сёстрах, которых раньше было много, и которые и сами были красивы, и одевались красиво и богато, да были счастливы:
Жили мы весёлой стайкой,
Часто праздники справляли,
Расцветали бестревожно
В золотом дому отцовом...
Прежде мы знавали счастье,
С красотой не разлучались,
Что ни день — то новый праздник!
Но теперь девушки находятся в неволе, бледнея и печалясь, что не могут подать руки родному человеку, не могут увидеть любимого:
Плесневеем мы от скуки,
мы мертвеем от печали...
Хоть бы к нам жених приехал —
Хоть бы конь его, танцуя,
На заре вступил в ворота!
Калевипоэг пытается открыть дверь, но ни защёлка, ни засов, ни петли не поддаются — дверь стоит твёрже камня. И тогда Калевипоэг тихо поёт песню, в которой рассказывает, как в своих походах по свету встретил он в ольховнике четырёх красавиц, да не посмел их окликнуть и вернулся, тоскуя, домой. Мать и отец стали допытываться, почему сын такой грустный, и тот ответил им, что ему нужны золото и серебро, чтобы купить в городе «колец, лент, платков без счёта да шелков прилавок целый», чтобы заманить красавицу, дать выкуп за невесту.
Девица за дверью, услышав песню Калевипоэга, приветствует его и рассказывает, что она целыми днями сидит за прялкой, младшая сестра пасёт гусей, другая сестра чистит золото и перетирает серебро, хозяин же ушёл по делам, а его мать-старуха занята выпечкой блинов.
Девушка учит его, как открыть дверь: руку следует окунуть в ведро с чёрной волшебной водой. Калевипоэг выполняет сказанное, его рука наполняется мощью, и он одним ударом выламывает дверь. Но когда он с грохотом переступает порог, девушка пугается и прячется в дальний угол, тихо уговаривая его окунуть теперь руку в молочное ведро, потому как из смоляного ведра получил он колдовскую силу Таары. Калевипоэг оставляет её речь без ответа и, оглядевшись, видит на стене напротив двери вещи Рогатого, обладающие магическими способностями — меч, ивовый прутик и поношенную шапку, но его привлекает только меч. Калевипоэг собирается забрать его, но девушка просит:
Слушай, братик мой любимый,
Золотой мой паренёчек!
Ты оставь сошник военный,
Пусть владеет им Рогатый!
Вот тебе волшебный прутик,
Вот и шапка-невидимка:
Прут спастись тебе поможет,
Шапка от беды избавит!
Но не слушает её Калевипоэг, утверждает, что и без волшебных вещей, одной только своей мощью побеждает он врагов. Тогда девушка снимает шапку, свалянную из ногтей, обрезков и стружек, и демонстрирует на себе, как шапка исполняет её желание стать ростом такой же, как великан Калевипоэг. Тот, в свою очередь, хватает шапку, надевает на себя и загадывает желание стать маленьким, ростом с девицу. Его желание исполняется, Калевипоэг, поняв волшебную силу шапки, решает забрать её себе, но пока хочет позабавиться:
Принялся играть с сестричкой,
Расцвело у них веселье.
Так вдвоём они плясали,
Так по горнице кружились,
Словно вправду были дети...
Девушка зовёт своих сестёр, и, заперев на засов кухню, где пекла блины мать Рогатого, они беззаботно веселятся, играют в разные игры. Калевипоэг обещает сёстрам, что избавит их от неволи, выведет из ада к солнцу, всем найдёт женихов, а сам станет сватом, потому что он «не дорос ещё до свадьбы», надо ему стать выше, окрепнуть силами, «в сердце вырастить отвагу» — и уж тогда пускаться на поиски своей невесты.

## Песнь четырнадцатая
Зрелище подземного мира * Первый поединок с Рогатым * Обратный путь
На следующее утро девушки идут гулять с Калевипоэгом. От забав минувшей ночи их щёки алеют. Старуха, жена Рогатого, по-прежнему заперта на кухне. Сёстры показывают гостю дом — горницы и кладовые, рассказывают о каждой горнице: первую, железную, Рогатый построил для своих батраков; вторую, медную, — для батрачек; третью, серебряную, — для себя, где живёт в будни, куда приходит «с сердца сбрасывать заботы, исцелять усталость тела»; четвёртую, золотую «горницу веселья», — где Рогатый живёт по праздникам; пятая горница — шёлковая — для нарядов красавиц, где «привольно им рядиться в праздничные одеянья» из шёлка; шестая горница — бархатная — для нарядов из бархата; седьмая — для нарядов из парчи. Затем выходят они во двор, вымощенный золотыми талерами, на котором стоят семь полных разного зерна и сала чудодейных амбаров, а за ними — хлева, сколоченные из костей.
Калевипоэг выпытывает у сестёр: «Кто могучий тот Рогатый, чей он сын, откуда родом?» Отвечает старшая сестра, что они не знают, как и где рождён Рогатый, но им известно, что
Широки его владенья,
Нет числа его походам...
Грозно властвует Рогатый
Над подземными краями.
И говорит младшая сестра Калевипоэгу, что, перешагнув порог, он погибнет, и ему теперь нет возврата к солнцу.
Мы, злосчастные сиротки,
Три красавицы-сестрицы,
В нежном возрасте девичьем
В рабство адское попали...
Прежде, княжеские дочки,
У околицы родимой
Мы цвели — нежней купавы.
Нынче, бедные батрачки,
Безответные рабыни,
Гнёмся под железной палкой
У хозяина — в неволе,
У жены — на побегушках.
И дана девушкам вечная молодость, но зачем она им,
Если нас никто не кликнет,
Не согреет нас любовью?
Кто бы курочек засватал,
Пташек выкупил из плена?
Опять обещает девушкам Калевипоэг вызволить их из плена, а девушки уговаривают его взять волшебный прутик, но тот лишь усмехается. Тогда сёстры решают помочь своему другу хитростью. В тумбе у кровати Рогатого хранятся две одинаковые склянки, «в каждой зелье цвета пива», но одно зелье, справа, — для наращивания силы, а другое, слева, — убивающее силу. Старшая красавица меняет склянки местами, другая сестра берёт волшебный прут — и тут слышен страшный топот: приближается Рогатый. Шаги гудят за дверью, тяжёлый кулак сбивает засовы, дверь падает, хозяин ступает за порог и видит Калевипоэга:
Молча девушки дрожали,
Побелели все от страха.
Калевитян сын отважный,
С чудо-шапкою под мышкой,
У стены стоял тихонько,
Сам он ростом был с сестричек:
Петушок под стать тетёркам.
Насмехается над Калевипоэгом Рогатый, утверждает, что нет у того надежд на спасенье, нет пути под солнце; Калевипоэг же призывает его выйти наружу и потягаться силой. Рогатый соглашается и, шагнув к кровати, выпивает зелье из правой склянки, думая, что это склянка силы. Калевипоэг же прячет волшебную шапку за пазуху, решая использовать её в нужный момент. Выходят они во двор и начинают сражаться:
...Пол качался в преисподней,
Под могучими пятами,
Стены ада колыхнулись,
Балки с грохотом шатнулись,
Потолок перекосился,
Накренился свод подземный.
В миг короткой передышки Калевипоэг надевает волшебную шапку и приказывает вырастать своему телу. И, став высоким и грозным, вбивает он Рогатого в землю, как колышек. И только собирается Калевипоэг заковать побеждённого врага цепью, как тот вдруг начинает уменьшаться и растворяется, оставляя после себя только синюю лужицу, над которой курится дымок.
Снимает Калевипоэг меч Рогатого со стены, вешает себе на пояс, взваливает на плечи десять мешков золотых талеров и берёт в руки трёх красавиц, приказывая шапке нести их к выходу из пещеры. В тот же миг они оказываются на том месте, где когда-то кипел котёл, только поваров и след простыл, а костёр угасает. Калевипоэг бросает в огонь чудо-шапку, чтобы та превратилась в золу, из-за чего сёстры начинают рыдать:
Почему ты, витязь Калев,
Чудо-шапку уничтожил?
В мире вновь такой не будет
И в аду второй не свяжут!
На что Калевипоэг им отвечает:
Вы не сетуйте, сестрицы!
Вы не плачьте, золотые!
Отошли пора печали,
Время слёз навек минуло...
Вы вплетите ленты в косы,
Приоденьтесь понарядней —
В синешёлковые платья,
В златотканные набойки.
К женихам я вас отправлю,
Проведу по ста тропинкам,
Пусть вовсю глазеют парни
На цветистые одежды
Да на розовые щёки...
Взяли девушки в дорогу
Из своих подземных горниц
Вдоволь бархата и шёлка,
Платьев праздничных без счёта.
Младшая из трёх сестричек
Утаила прут волшебный,
Чудо-прут — мостов строитель.
И опять Калевипоэг взваливает на плечи кладь тесовую, на неё мешки, а сверху сажает трёх девушек. И легко несёт он свою поклажу, отмахивая версту за верстой так, что с подошв отлетают искры. А девушки распевают:
«В дальний путь летим, сестрички,
Счастье кличем-зазываем!
Лето близится, подружки,
Дни любви наступят скоро,
Красота нам улыбнётся...
К нам придут-приедут сваты,
Нас, молоденьких, утешат,
Увезут нас, трёх сестричек,
Увезут навстречу счастью!»

## Песнь пятнадцатая
Бесы преследуют Калевипоэга * Олев-зодчий * Судьба девушек, освобождённых витязем
Калевипоэг продолжает следовать домой, неся свою ношу, и по пути избавляется от преследующих его бесов. Когда он входит в ворота родного дома, ему навстречу выходит незнакомый человек, гость издалека. Это — Олевипоэг, «градостроитель, возводитель укреплений, прочных башен созидатель». Просит он Калевипоэга продать ему тёс, но тот отвечает, что сделки не будет, потому как башни строятся из стали, а крепости строятся из камня. Они всё-таки подружились и уговорились вовеки не ссориться. Олевипоэг обещает построить красивый город-крепость. Калевипоэг даёт ему слово приносить камни, свежий тёс из леса и брёвна, и сверх того — заплатить за труд талерами, пеннингами и серебром. Данное слово Калевипоэг выполняет. Он валит дубы для стройки даже за Чудским озером, носит скалы с берега моря, валуны с лугов и плиты из каменоломен.
Девушек, освобождённых из адова плена, он передаёт «под покров и защиту» Алевипоэгу. Алевипоэг выбирает себе в жёны младшую сестру; Сулевипоэг — их близкий родич, выбирает старшую сестру. Остаётся непросватанной только третья девушка — средняя из трёх сестёр. Как-то выходят все сёстры погулять в дубовый лес, и на вопрос младшей сестры, как ей живётся замужем, старшая отвечает:
— Сладко мне живётся, сёстры,
С муженьком моим любимым,
На груди у дорогого!
Ввечеру ложишься хворой,
Поутру встаёшь здоровой...
Сплю на золотой кровати,
На подушках золочёных,
В мисках — яства золотые,
Золото — в моих кувшинах,
Золотым ступаю шагом!
Младшая сестра тоже хвалится, как хорошо ей живётся с мужем:
...Сплю я в шёлковой постели,
На подушках шелкотканных,
Сладко мне живётся, сёстры!
Слушая эти речи, средняя сестрица молчит и выходит из рощи, горько сетуя и плача.
Но когда ещё Калевипоэг нёс девушек на своих плечах домой, заприметил их волшебник Туслар — заклинатель ветра, и очень приглянулись ему все три девушки. Видел он, как они резвятся в лугах, как забавляются на качелях, как «росой цветочной лица розовые моют», ходил за ними тайно по пятам. И, после того, как две сестрицы вышли замуж, похищает он третью сестру, что сиротой осталась и тоскует. Пленную девушку запирает в своём жилище на замок и начинает «улещать медовым словом, донимать мольбой любовной». Другие две сестры рассказывают в слезах о случившемся своим мужьям, и те, разведав, где живёт Туслар, созывают друзей и скачут на лошадях спасать похищенную девушку. Но Туслар выкрикивает волшебное слово — и вокруг его избы образуется бурлящее озеро. Один же из свояков, Алевипоэг, как раз прихватил с собой волшебный прутик. Он взмахивает им, произносит своё желание, — и в то же мгновение через озеро ложится мост длиной семь вёрст. Пройдя по мосту, Алевипоэг и Сулевипоэг спасают девушку, убивают Туслара, а дом его поджигают, и тот обращается в пепел. Строитель Олевипоэг, узнав, как братья спасли девушку из плена, подружился с нею, а затем и сам её просватал.
Так, по счастью, по удаче
Да по доброму совету
Довелось им — трём сестрицам,
Вызволенным из неволи,
Стать подругами могучих,
Матерями стать отважных,
О которых в оны годы
Родились у нас сказанья,
Что поются в сотнях песен,
В тысячах заветных былей.